# Ернст Ібе
Ернст Ібе (нім. Ernst Ihbe, 20 грудня 1913 — 30 серпня 1992) — німецький велогонщик.
Олімпійський чемпіон 1936 року на тандемах.